# Jay DeFeo
Jay DeFeo (Hanover, 31 de marzo de 1929-Oakland, 11 de noviembre de 1989) fue una artista visual estadounidense que destacó en la década de 1950 como parte de la comunidad de artistas, músicos y poetas de la generación beat en San Francisco. Reconocida por su obra La rosa, DeFeo realizó obras experimentales a lo largo de su carrera, exhibiendo lo que el crítico de arte Kenneth Baker llamó "valentía".

## Trayectoria

### Infancia
Jay DeFeo nació como Mary Joan DeFeo el 31 de marzo de 1929, en Hanover, (Nuevo Hampshire), en el seno de una familia de inmigrantes, hija de una enfermera austriaca y de un estudiante de medicina italioamericano. En 1932, la familia se mudó a la zona de la Bahía de San Francisco, donde su padre se graduó en la Escuela de Medicina de la Universidad de Stanford y se convirtió en médico itinerante del Cuerpo Civil de Conservación. Entre 1935 y 1938, DeFeo viajó por las zonas rurales del norte de California con sus padres y también pasó mucho tiempo con sus abuelos maternos en una granja en Colorado, y con sus abuelos paternos en la zona más urbana de Oakland, California. Cuando su padres se divorciaron en 1939, DeFeo se reunió con su madre en San José, (California), donde ella asistió a la Alum Rock Union School donde destacó en arte.
En el instituto, DeFeo adquirió el apodo de "Jay", que usó como nombre propio durante el resto de su vida. Su profesora de arte, Lena Emery, fue una importante mentora que la llevó a los museos a ver obras de Pablo Picasso y Henry Matisse, abriéndole un nuevo mundo. DeFeo se matriculó en la Universidad de California en Berkeley, en 1946, y estudió con muchos profesores de arte conocidos, incluida Margaret Peterson O'Hagan. Entre sus compañeros de estudios se encontraban Pat Adams, Sam Francis y Fred Martin.
En sus obras, se resistió a lo que DeFeo llamaba "la jerarquía del material", utilizando yeso y mezclando medios para experimentar con efectos, un hilo conductor que se puede ver en el arte de esa época, especialmente en la costa oeste.

### Inicios de su carrera artística
En 1953, DeFeo regresó a Berkeley, donde creó grandes esculturas de yeso, obras en papel y pequeñas joyas de alambre. Conoció al artista Wally Hedrick y se casaron en 1954. Al principio vivían en Bay Street en San Francisco, cerca de la Escuela de Bellas Artes de California, donde DeFeo trabajaba como modelo de artista. DeFeo se centró en hacer joyas para mantenerse, además de crear pequeñas pinturas y dibujos. Fue durante este tiempo que DeFeo tuvo su primera exposición individual en The Place, una taberna de San Francisco y lugar de reunión de poetas. DeFeo también expuso sus joyas en Dover Galleries en Berkeley y fue incluida en muchas exposiciones colectivas durante los años siguientes.
A principios de 1955, DeFeo apareció, junto con Julius Wasserstein, Roy De Forest, Sonia Gechtoff, Hassel Smith, Paul Sarkisian, Craig Kauffman y Gilbert Henderson, en una exposición colectiva, Action, comisariada de forma independiente por Walter Hopps en Santa Mónica, donde las pinturas presentadas se instalaron alrededor de la base de un carrusel en funcionamiento. Más tarde, ese año, DeFeo y Hedrick se mudaron a 2322 Fillmore Street, a un espacioso apartamento en el segundo piso, donde DeFeo pudo trabajar a mayor escala. En el edificio de la calle Fillmore, cuyos habitantes en varios momentos incluyeron a los artistas visuales Sonia Gechtoff, Jim Kelly, Joan Brown, Craig Kauffman, John Duff y Ed Moses; los poetas Joanna y Michael McClure; y el músico Dave Getz, se convirtió en un lugar frecuentado por otros artistas, escritores y músicos de jazz. El artista Billy Al Bengston recuerda que DeFeo tenía "estilo, energía, belleza natural y más 'pelotas' que nadie".
Hedrick, Deborah Remington, Hayward King, David Simpson, John Allen Ryan y Jack Spicer fundaron The 6 Gallery en 3119 Fillmore Street, en la ubicación de King Ubu Gallery, que había sido dirigida por Jess y Robert Duncan Joan Brown, Manuel Neri y Bruce Conner se convirtieron en socios de The 6 Gallery. DeFeo estuvo presente cuando Allen Ginsberg leyó por primera vez su poema Aullido en la famosa lectura The 6 Gallery en 1955. En 1959, DeFeo se convirtió en miembro original de la asociación Bruce Conner’s Rat Bastard Protective Association.
En 1959, DeFeo participó en la exposición seminal de Dorothy Canning Miller Sixteen Americans en el Museo de Arte Moderno de Nueva York, junto con Jasper Johns, Ellsworth Kelly, Robert Rauschenberg, Frank Stella y Louise Nevelson, entre otros. Después de esto, tuvo una exposición individual en Los Ángeles en la Galería Ferus, iniciada por Walter Hopps y Ed Kienholz.

### La rosa
La pintura más conocida de DeFeo, La rosa (1958-1966), la trabajó durante casi ocho años. Seleccionada por Thomas Hoving para su libro Greatest Works of Art of Western Civilization, esta obra maestra mide más de tres metros y medio de altura y pesa más de una tonelada. Mientras trabajaba en ella, DeFeo construía y luego tallaba la pintura, en un proceso casi escultórico. Al final, emergió un motivo de estallido estelar con crestas de pintura blanca que irradiaban hacia un material gris de textura más áspera que brillaba con mica.
La mayor parte del trabajo de DeFeo en The Rose terminó cuando fue desalojada de su apartamento de Fillmore Street en noviembre de 1965. Su amigo Bruce Conner declaró que fue necesario un "acontecimiento incontrolado" para obligarla a terminar esta obra documentó su traslado en un cortometraje titulado The White Rose (1967). Tal y como muestra la película, la obra era tan grande que la pared debajo de la abertura de una ventana tuvo que ser derribada para quitarla. Conner capto a DeFeo colgando los pies de una escalera de incendios mientras observaba cómo una carretilla elevadora retiraba el trabajo y luego lo transportaba en un camión de mudanzas. El cuadro fue transportado al Museo de Arte de Pasadena, donde DeFeo agregó los detalles finales en 1966, antes de tomarse un descanso de cuatro años en la creación de arte. En 1969, la obra se expuso finalmente en exposiciones individuales en el Museo de Arte de Pasadena y el Museo de Arte Moderno de San Francisco (ahora SFMOMA), con un ensayo adjunto escrito por Fred Martin. Posteriormente, Martin consiguió que el cuadro se guardara en el Instituto de Arte de San Francisco, donde permaneció escondida detrás de una pared, necesitando ser conrevado hasta 1995, cuando el Museo Whitney de Arte Estadounidense conservó y adquirió la obra para su colección.

### Estilo artístico y carrera profesional
Durante las cuatro décadas que se dedicó al arte, DeFeo trabajó en una variedad de medios, creando dibujos, pinturas, esculturas, joyas, fotografías, fotocopias, collages y collages de fotos. Utilizando un enfoque experimental para cada medio, DeFeo desarrolló su propio "vocabulario visual", jugando con la escala, el color frente al blanco y negro, la textura o la ilusión de la textura y la precisión frente a la ambigüedad. Ella escribió: "Creo que más que la mayoría de los artistas, mantengo una especie de conciencia de todo lo que he hecho mientras estoy comprometida con un trabajo actual". DeFeo a menudo hizo su obra de arte en serie, explorando, por ejemplo, versiones claras y oscuras, así como opuestos de espejo. En ocasiones, su obra partía de un pequeño objeto cotidiano, como un puente dental o unas gafas de natación, transformando lo cotidiano en algo con “carácter universal”.
Durante la década de 1970, DeFeo se interesó especialmente por la fotografía. En 1970, un amigo le prestó una cámara Mamiya y, con la ayuda de los estudiantes de fotografía en sus clases de arte, aprendió a revelar películas y hacer copias. Cuando DeFeo ganó una beca del National Endowment for the Arts en 1973, compró una cámara Hasselblad y construyó un cuarto oscuro en su casa, y siguió explorando la fotografía y el collage de fotos durante varios años. Sin título, de 1973, es un ejemplo de un collage de fotos de DeFeo en el que combina imágenes de objetos reconocibles en sorprendentes yuxtaposiciones. A finales de la década de 1970, la fotografía de DeFeo se centró más en su trabajo en curso en el estudio, que se convirtió en un "diario visual" compuesto por cientos de hojas de contactos.
Durante la década de 1980, DeFeo volvió a pintar al óleo, después de trabajar principalmente en acrílico durante una década. En el verano de 1984, viajó a Japón con su amiga y profesora del Mills College Mary-Ann Milford. Este viaje, junto con la exposición de cascos japoneses, inspiró su serie de dibujos Samurai de 1987. En el verano de 1987, DeFeo viajó a África, lo que la inspiró una serie de dibujos abstractos llamados Reflections of Africa, utilizando una caja de pañuelos genérica como su punto de partida concreto. En África, DeFeo subió a la cima del monte Kenia (más de 17,000 pies), haciendo realidad un sueño de largagamente acariciado, escalar una gran montaña.
Durante años, DeFeo impartió clases de arte a tiempo parcial en varias instituciones del Área de la Bahía, incluido el Instituto de Arte de San Francisco (1964–1971), el Museo de Arte Moderno de San Francisco (1972–1977), la Universidad Estatal de Sonoma (1976–1979), el Colegio de Artes de California  (1978-1981) y Universidad de California Berkeley (1980). Obtuvo su primer puesto de tiempo completo en Mills College (1980-1989), donde finalmente se convirtió en la profesora de arte Lucie Stern Trustee.

### Vida personal
Con el desalojo de Fillmore Street, Hedrick y DeFeo se separaron y divorciaron en 1969. En 1967, comenzó una relación de trece años con John Bogdanoff, un hombre más joven, y finalmente se establecieron en Larkspur en el condado de Marin. Separada de Bogdanoff y enseñando en Mills College, se mudó a Oakland en 1981 y construyó un gran estudio de trabajo y vida donde continuó expandiendo sus ideas a través de la pintura, el dibujo, la fotocopia y el collage. Le diagnosticaron cáncer de pulmón en 1988, pero continuó trabajando prolíficamente. Murió el 11 de noviembre de 1989, a la edad de 60 años.

## Exposiciones y colecciones
El Museo Whitney de Arte Estadounidense, que posee la colección pública más grande del trabajo de DeFeo, presentó una gran retrospectiva del 28 de febrero al 2 de junio de 2013, que también se exhibió en el Museo de Arte Moderno de San Francisco. Se han realizado exposiciones individuales posteriores del trabajo de DeFeo en Gagosian, San Francisco (2020); el Museo de Arte de San José (2019); Mitchell-Innes & Nash, Nueva York (2014 y 2018); Marc Selwyn Fine Art, Beverly Hills, CA (2016 y 2018); Galerie Frank Elbaz, en Dallas (2018) y París (2016), y Peder Lund, Oslo (2015), entre otros.
En los años transcurridos desde la exposición seminal Sixteen Americans, el trabajo de DeFeo se ha incluido en numerosas exposiciones colectivas, más recientemente en Paula Cooper Gallery (2021), The Menil Collection, Houston (2020), Addison Gallery of American Art, Andover, MA (2020), Museo de Arte de San José, San José (2020), Museo de Arte Moderno, Nueva York (2019), The Anderson Collection at Stanford University (2019), The Getty Center, Los Ángeles (2019), Tate Modern, Londres (2018), Secession, Viena (2018), Victoria Miro Mayfair, Londres (2018), Le Consortium, Dijon (2018), Aspen Art Museum, Aspen, CO (2018), Museo Picasso de Paris (2018), Museo de Arte de Mills College, Oakland, CA (2018), Galería Fraenkel, San Francisco (2018), Instituto CCA Wattis de Arte Contemporáneo, San Francisco (2018), Museo de Arte Moderno de San Francisco (2017), Museo Whitney de Arte Estadounidense, Nueva York (2017), Museo de Arte Moderno de la de París (2017), Centro Pompidou, París (2016) y Museo de Arte de Denver (2016).
Además del Museo Whitney de Arte Americano, el trabajo de DeFeo se encuentra en las colecciones del Museo de Arte Moderno, el Museo de Arte Moderno de San Francisco, el Instituto de Arte de Chicago, el Museo Británico, el Centro Pompidou, el Museo J. Paul Getty., Menil Collection, Smithsonian American Art Museum, Los Angeles County Museum of Art, Museum of Fine Arts, Houston, Norton Simon Museum, Berkeley Art Museum de la Universidad de California, Berkeley, di Rosa Center for Contemporary Art, y el Museo de Arte de Mills College.

## Legado
La Fundación Jay DeFeo, una fundación privada, se estableció bajo los términos del testamento de DeFeo para fomentar las artes, preservar sus obras y promover su exposición pública.